# إيما سكاي
إيما سكاي (بالإنجليزية: Emma Sky) هي كاتبة غير روائية بريطانية، ولدت في القرن العشرين. خدمت إيما في العراق كمستشارة سياسية للجينيرال الأمريكي ريموند توماس أوديرنو وكمنسقة محافظة كركوك لسلطة الائتلاف المؤقتة من 2003 إلى 2004. تعمل إيما حاليا كمديرة لبرنامج أصدقاء العالم في جامعة ييل حيث تلقي محاضرات عن العراق وسياسات الشرق الأوسط.

## النشأة والتعليم
وُلد سكاي وترعرعت في إنجلترا. ارتادت سكاي مدرسة دين كلوز وتحصلت على درجتها في الدراسات الشرقية من كلية سمرفيل من جامعة أوكسفورد. درست إيما أيضا في جامعة الإسكندرية بمصر، والجامعة العبرية في القدس في إسرائيل، وجامعة ليفربول.

## الحياة المهنية
بعد تخرجها من أوكسفورد، قضت سكاي عشر سنوات تعمل لصالح منظمات غير حكومية في التطوير وحل النزاعات. أثناء هذه الفترة، عاشت سكاي وعملت في إسرائيل والضفة الغربية وقطاع غزة، إذ كانت تدير مشاريع لصالح المجلس الثقافي البريطاني للمساعدة في تكوين مؤسسات فلسطينية ومن أجل تعزيز المعايشة بين الإسرائيليين والفلسطينيين. في 2001، عادت سكاي إلى المملكة المتحدة واستمرت في العمل لصالح المجلس البريطاني والذي استمرت في العمل فيه حتى حرب العراق في 2003.
على الرغم من معارضتها لحرب العراق، تطوعت سكاي للانضمام إلى سلطة الائتلاف المؤقتة وخدمت كمنسقة لمحافظة كركوك من 2003 إلى 2004. من 2007 إلى 2010، عملت سكاي كمستشارة سياسية للجينيرال الأمريكي ريموند توماس أوديرنو عندما كان قائد القوات متعددة الجنسيات في العراق وعندما كان قائد القوات الأمريكية في العراق.
بين جولاتها في العراق، خدمت سكاي في 2005 في القدس كمستشارة سياسية للجينيرال ويليام إي. وارد منسق أمن الولايات المتحدى لعملية السلام في الشرق الأوسط. في 2006، استقرت في كابل أفغانستان كمستشارة تطور للجينيرالات الإيطاليين والبريطانيين في القوات المساعدة الدولية لإرساء الأمن في أفغانستان.
بناء على خبراتها في العراق، شهدت سكاي أمام لجنة تشيلكوت في يناير 2011.
اصدرت كتاب يلخص عملها في العراق بعنوان الانهيار

## الجوائز
حظيت سكاي بعضوية في رتبة الإمبراطورية البريطانية في 2003 وبضابطة في رتبة الإمبراطوية البريطانية في 2008 على خدمتها في العراق.